# Крушиньский, Северин
Севе́рин Круши́ньский (пол. Seweryn Kruszyński; 12 июня 1911, Монастырек, Люблинская губерния — 25 сентября 1993) — польский кинооператор.

## Биография
Карьеру в кино начал учеником в мастерской кинооборудования, в 1931 году работал помощником оператора.
В годы 1934—1939 гг. — помощник оператора и ответственный за оборудование на киностудии «Sfinks» и «Falanga».
Во время немецкой оккупации работал оператором на созданной немцами студии «Film und Propagandamittel Vertriebsgesellschaft» (FIP) в Варшаве, одновременно был членом польского подпольного отдела  Кинематографического Реферата Бюро информации и пропаганды (Армии Крайовой).
Во время Варшавского восстания в 1944 входил в состав съëмочной группы под руководством Антони Богдзевича, осуществлявшей съёмку боëв повстанцев в центре польской столицы.
С 1945 года работал на Польской киностудии (PKF), с 1946 — оператор художественных фильмов. С 1962 по 1976 г. — оператор документальных фильмов в кинокомпании «Фара».

## Фильмография

### Операторские работы
- 1937 — Парад Варшавы / Parada Warszawy
- 1946 — Два часа / Dwie godziny
- 1947 — Вроцлав город студентов / Wrocław miasto studentów
- 1947 — Светлые нивы / Jasne Łany
- 1948 — Моё сокровище / Skarb
- 1948 — Возвращение / Powrót
- 1949 — За вами пойдут другие / Za wami pójdą inni
- 1950 — Первый старт / Pierwszy start
- 1951 — Борьба продолжается / Walka trwa
- 1953 — Приключение на Мариенштате / Przygoda na Mariensztacie
- 1954 — Целлюлоза / Celuloza
- 1954 — Под фригийской звездой / Pod gwiazdą frygijską
- 1955 — Дело пилота Мареша / Sprawa pilota Maresza
- 1955 — Три старта / Trzy starty
- 1958 — Дождливый июль / Deszczowy lipiec
- 1959 — Орёл / Orzeł
- 1959 — Кафе «Минога» / Cafe pod Minogą
- 1965 — Патруль / Patrol
- 1967 — Операция Труймясто / Operacja Trójmiasto
- 1967 — История корабля / Historia okrętu
- 1970 — Вроцлавские цветы / Wrocławskie kwiaty
- 1975 — А потом… / A później…
- 1978 — A.B.C.